# Racherin
Racherin är en bergstopp i Österrike.   Den ligger i distriktet Spittal an der Drau och förbundslandet Kärnten, i den centrala delen av landet. Toppen på Racherin är 3 092 meter över havet.
Racherin är den högsta bergstoppen i närområdet. Närmaste större samhälle är Heiligenblut am Großglockner, sydost om Racherin. 
Trakten runt Racherin består i huvudsak av alpin tundra och kala bergstoppar.